# Nawłoć kanadyjska
Nawłoć kanadyjska (Solidago canadensis L.) – gatunek rośliny wieloletniej z rodziny astrowatych. Pochodzi z Ameryki Północnej. Jako uciekinier z upraw rozprzestrzenił się w Europie. W Polsce jest rozpowszechniony w siedliskach półnaturalnych i synantropijnych (gatunek synantropijny). Status gatunku w polskiej florze: kenofit, agriofit. Dominując w zajmowanych siedliskach wypiera gatunki rodzime. 

## Rozmieszczenie geograficzne
Zasięg pierwotny tego gatunku obejmuje rozległe obszary w Ameryce Północnej między 26 i 45 stopniem szerokości północnej, w zachodniej Kanadzie i na Alasce sięgając także 65 stopnia N. Na południu sięga po Teksas i Florydę.
Jako gatunek ozdobny nawłoć została rozpowszechniona na innych kontynentach, gdzie następnie zdziczała. Jako gatunek zadomowiony w naturze podawana jest z Europy, rozległych obszarów Azji (od rejonu Kaukazu poprzez Syberię po Japonię i Tajwan). Rośnie także w południowej Australii i na Nowej Zelandii.
Historia introdukcji i rozmieszczenie w EuropieNawłoć kanadyjska jest jedną z najstarszych roślin ozdobnych sprowadzonych z Ameryki Północnej. W Anglii znana jest co najmniej od 1645 roku. Początkowo była uprawiana w ogrodach botanicznych, później rozpowszechniła się we wszelkich założeniach ogrodowych i parkach. Do uprawy w krajach Europy Środkowej trafiła do połowy XIX wieku (w Rosji uprawiana już od końca XVIII wieku), po czym w drugiej połowie XIX wieku zaczęła być notowana jako gatunek dziczejący. Współcześnie występuje jako gatunek zdziczały na rozległych obszarach Europy, od południowej części Półwyspu Skandynawskiego do północnej Apenińskiego. Dalej na północy występuje na rozproszonych stanowiskach, koncentrujących się w pobliżu terenów zabudowanych. W krajach Europy środkowej jest szeroko rozpowszechniony. Pierwsze przypadki występowania nawłoci kanadyjskiej w Polsce odnotowano w 1872 roku. Współcześnie jest rozpowszechniony w całym kraju, przy czym bardzo pospolicie występuje w zachodniej połowie, natomiast lokalnie na północnym Mazowszu, w województwie podlaskim i w Karpatach przynajmniej do końca XX wieku miał tylko rozproszone stanowiska.

## Morfologia

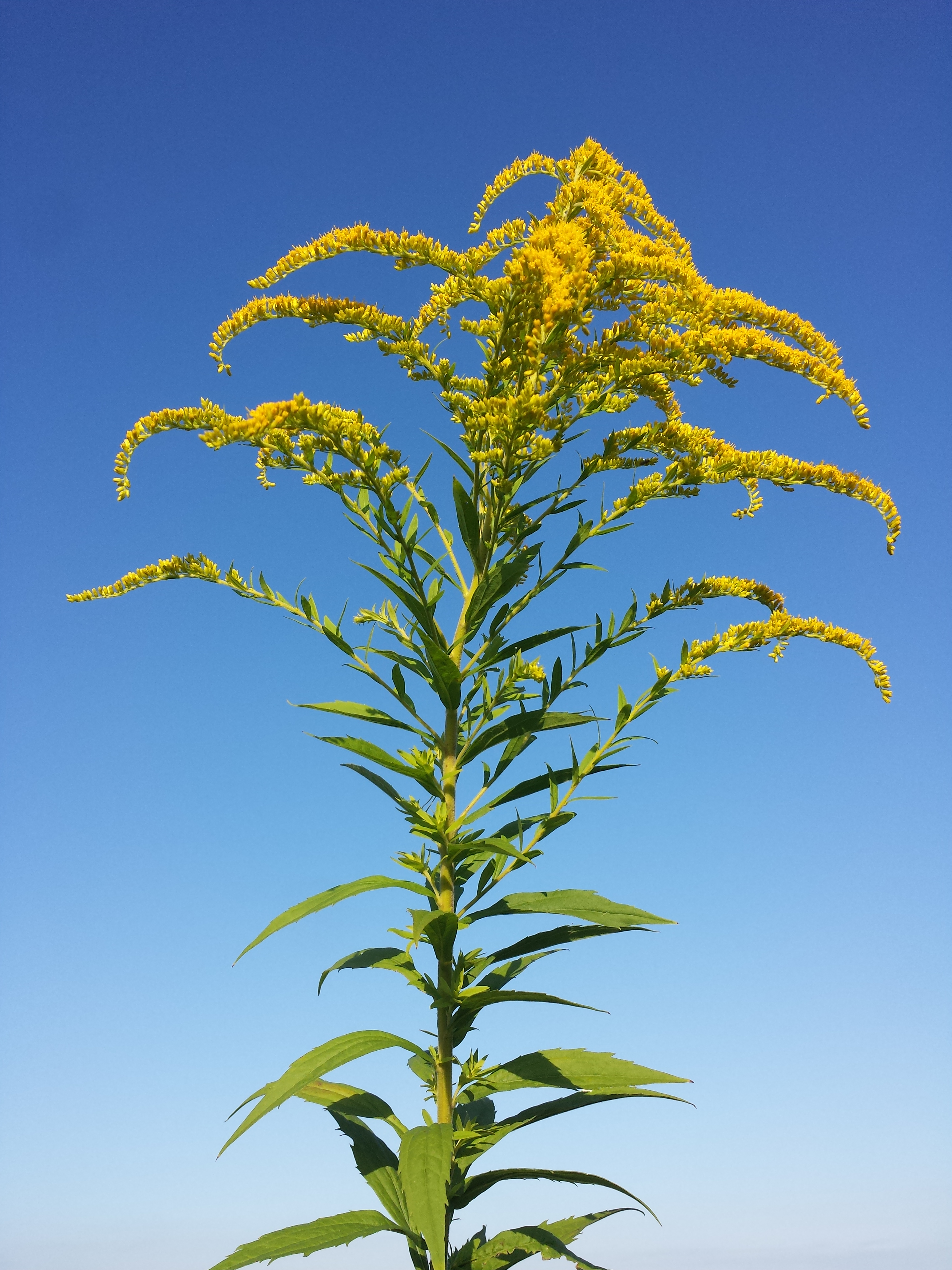
Kwiatostan złożony

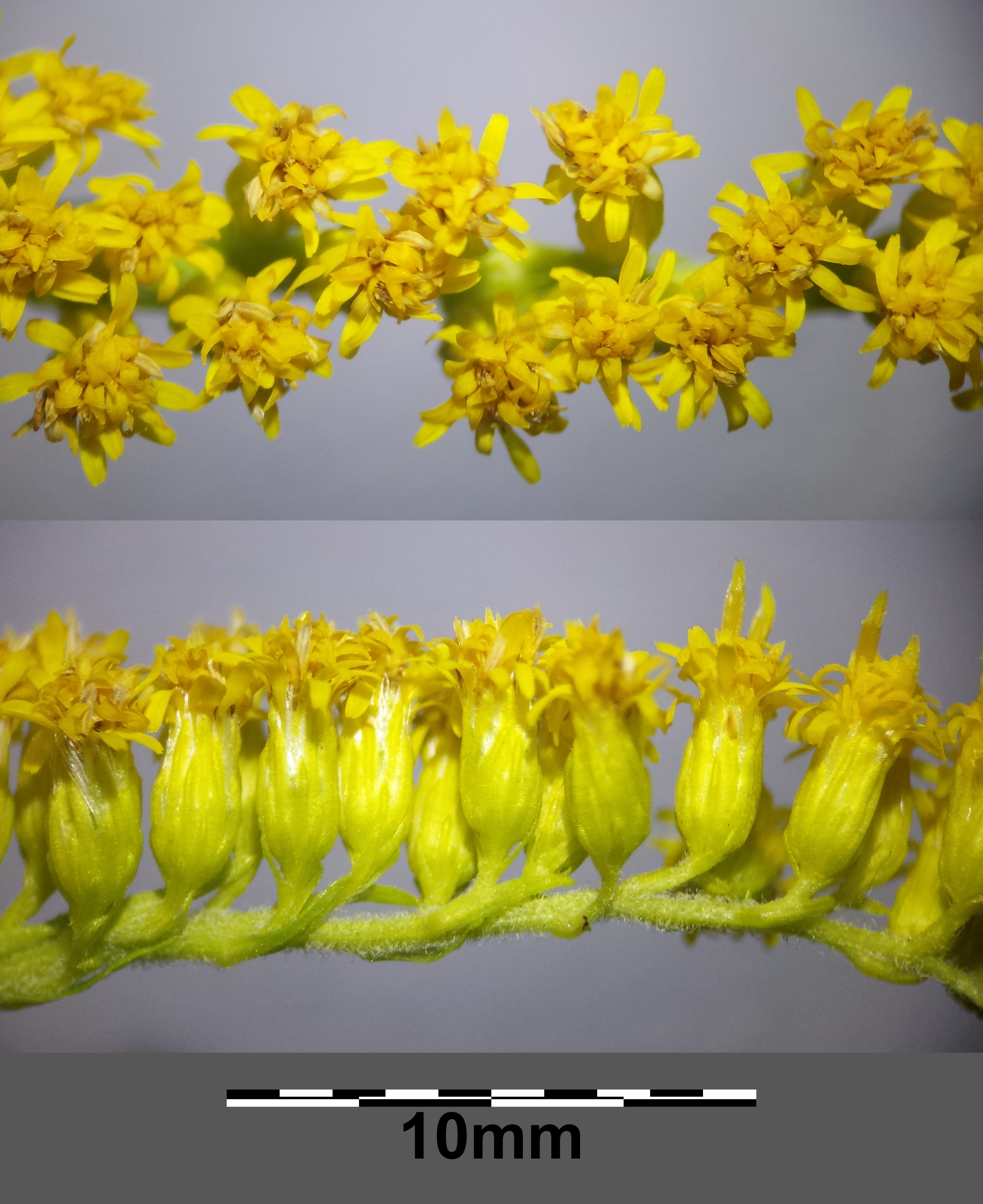
Koszyczki

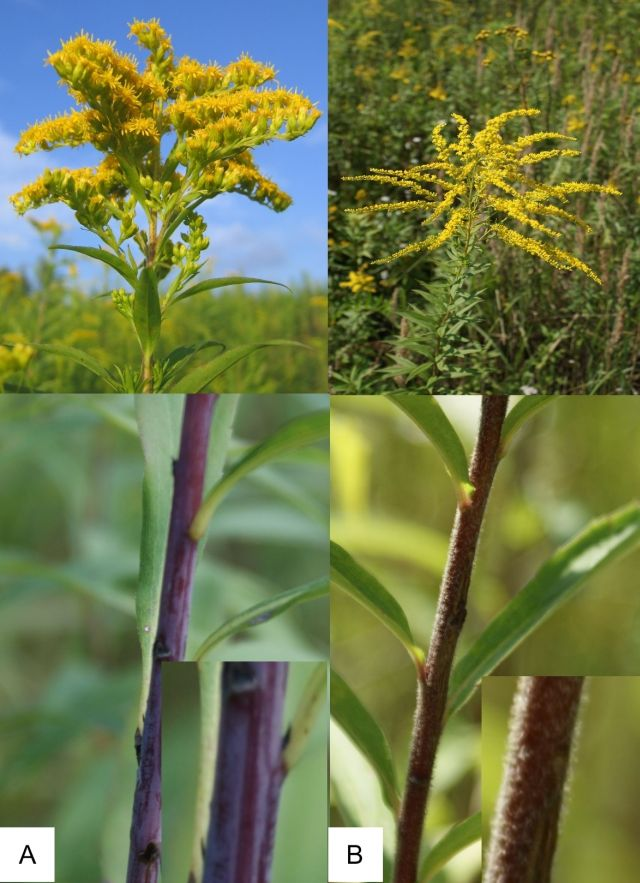
A) Nawłoć późna, B) Nawłoć kanadyjska

ŁodygaWysokość do 1,5 m, wzniesiona, sztywna, pojedyncza, naga czasem w dolnej części, ale przynajmniej w górnej części pokryta odstającymi włoskami. Wewnątrz jest pusta.
LiścieSkrętoległe, malejące ku górze. Na całym pędzie jest ich od 40 do 110. Blaszka liściowa jest lancetowata, na obu końcach zaostrzona, od spodu omszona, na brzegu ostro piłkowana, z dwoma wyraźnymi nerwami brzeżnymi.
KwiatySkupione po 5–14 w bardzo licznych koszyczkach (na jednym pędzie jest ich od ok. 40 do 4600) w szerokopiramidalną wiechę z osią centralną i odgiętymi odgałęzieniami bocznymi. Listki okrywy są równowąskie i lancetowate, nierówne, tępe lub zaostrzone. Okrywa osiąga 2,4–2,8 mm wysokości. Języczki koron kwiatów brzeżnych są od niej krótsze lub podobnej długości. Kwiatów języczkowych jest od 10 do 16 u roślin europejskich, podczas gdy w ojczyźnie tego gatunku – zwykle 4–6.
OwoceNiełupki o długości 0,9 do 1,2 mm, krótko omszone, z puchem kielichowym długości 2–2,5 mm.
Gatunek podobnyNawłoć późna Solidago gigantea wyróżnia się nagimi (poza kwiatostanem) i sino owoszczonymi łodygami, jej okrywy koszyczków osiągają od 3 do 4, rzadko nawet 5 mm długości, a języczki kwiatów języczkowych są nieco dłuższe od okryw.

## Systematyka
Gatunek bardzo problematyczny pod względem taksonomicznym. W wąskim ujęciu należy do rodzaju Solidago L., sekcji Solidago i subsekcji Triplinerviae (Torrey & A. Gray) G. L. Nesom, Phytologia. 75: 8. 1993. Subsekcja obejmuje 16 gatunków występujących w Ameryce Północnej i Południowej, cechujących się wyraźnie trójnerwowymi liśćmi w połowie długości łodygi. Większość z tych gatunków (z wyłączeniem całkiem nagich) bywa łączona w kompleks Solidago canadensis. Drobne gatunki w obrębie subsekcji wyróżniane są na podstawie takich cech jak: rodzaj i zagęszczenie owłosienia łodygi, obecność gruczołków, kształt liści, zwłaszcza ich szerokość i piłkowanie brzegu. Stosunkowo najbardziej odrębne pod względem budowy morfologicznej są taksony diploidalne. Rośliny tetra- i heksaploidalne mają najwyraźniej pochodzenie mieszańcowe i cechują się mało wybitnymi cechami. 
W obrębie wąsko ujmowanego gatunku S. canadensis wyodrębnia się dwie lub trzy odmiany:
- S. canadensis var. canadensis – odmiana o łodydze w połowie i w dolnej części nagiej lub słabo, rzadko owłosionej[11]. Liście cienkie, od góry nagie, od spodu owłosione na nerwach[12]. Obejmuje cały zasięg naturalny gatunku i została rozpowszechniona na inne kontynenty[3]. Występuje także w Polsce[12].
- S. canadensis var. hargeri Fernald – odmiana o łodydze w połowie i w dolnej części średnio owłosionej. Występuje tylko w Ameryce Północnej, w części południowej i zachodniej często będąc bardziej rozpowszechnioną od typowej. Zawleczona na Wyspy Brytyjskie[3].
- S. canadensis var. scabra (Muhl. ex Willd.) Torr. & A.Gray – odmiana wyodrębniana według Plants of the World Online niezależnie od nawłoci najwyższej Solidago altissima[3], ale według innych ujęć są to synonimy[11][9][8]. Takson wyróżniany jest na podstawie takich cech jak: tęższe, szorstko owłosione liście na górnej powierzchni, owłosione także na całej powierzchni od spodu[12], liście całobrzegie lub drobno piłkowane[13], młode pędy z przewisającymi wierzchołkami[14]. O ile w przypadku ww. odmian S. canadensis kariotyp 2n = 18, to tutaj 2n = 54[15]. W Polsce roślina opisywana była jako częsta[12][8]. Obecność tego taksonu w Europie Środkowej jest jednak podawana w wątpliwość[9][16]. Wszystkie informacje jego dotyczące weryfikowane były jako dotyczące w istocie S. canadensis var. canadensis lub var. hargeri. Pierwsze wiarygodne potwierdzenie obecności S. altissima w Europie opublikowano w 2017 roku i dotyczy pojedynczego stanowiska w Belgii[15].

Gatunek tworzy mieszańca z nawłocią pospolitą – nawłoć Niederedera Solidago ×niederederi Khek.

## Biologia

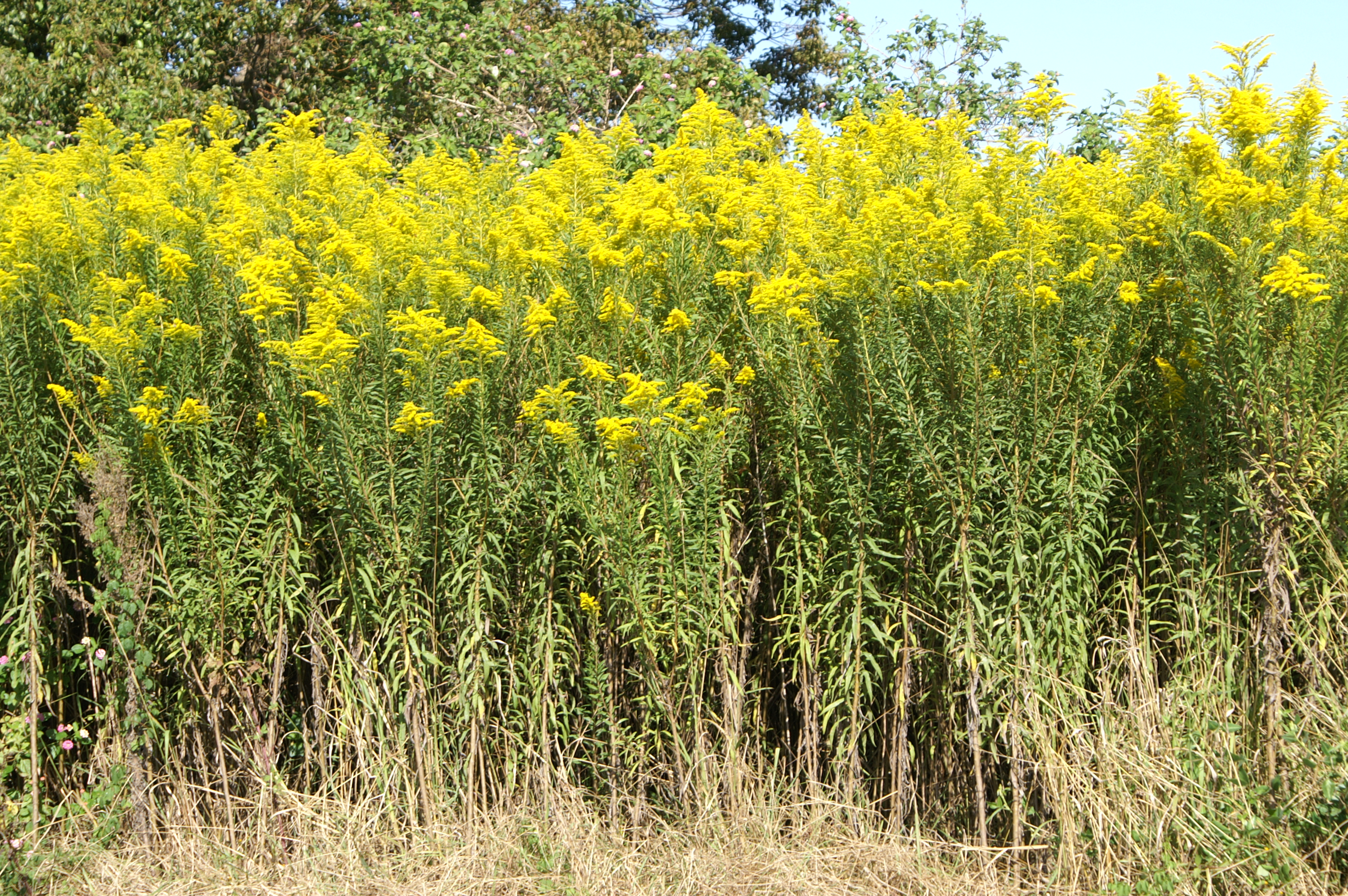
Łan nawłoci kanadyjskiej

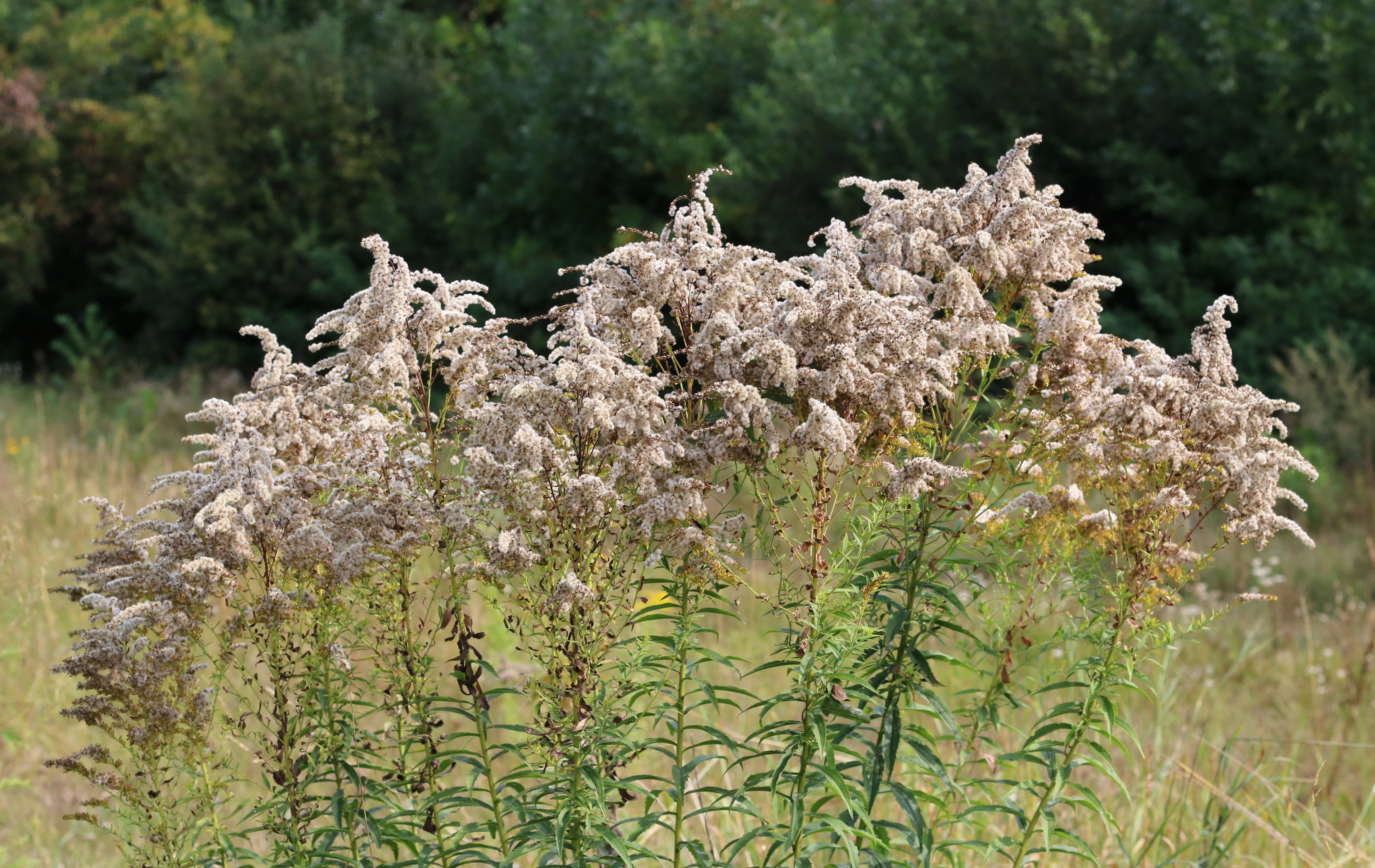
Nawłoć kanadyjska w czasie owocowania

RozwójGatunek rozmnaża się wegetatywnie dzięki kłączom oraz za pomocą nasion. Rośliny zakwitają każdego roku począwszy od pierwszego roku życia. Poszczególne klony są długowieczne i mogą osiągać wiek stu lat. Kwitnienie zaczyna się w lipcu i trwać może do października, najbardziej intensywne jest od połowy sierpnia do końca września. Owady zapylające kwiaty wabione są dużą ilością nektaru i pyłku, intensywnym, słodkim zapachem i intensywnym, żółtym kolorem okazałych kwiatostanów. Zapylaczami są różni przedstawiciele muchowatych, bzygowatych, pszczołowatych, mrówkowatych, grzebaczowatych, wojsiłkowatych i pleszakowatych. Warunkiem powstania nasion jest zapłodnienie krzyżowe.
Na jednej łodydze może powstać ponad 10 tysięcy nasion. Lekkie i drobne nasiona rozprzestrzeniane są przez wiatr. Przy jego prędkości wynoszącej 5 m/s rozsiewana są w odległości od 0,3 m do 2,4 m od rośliny macierzystej. Poza tym do rozprzestrzeniania rośliny przyczynia się człowiek wyrzucając pędy po przekwitnieniu lub przemieszczając ziemię zawierającą kłącza i nasiona.
GenetykaPodstawowa liczba chromosomów wynosi u tego gatunku 9. W obrębie naturalnego zasięgu w Ameryce Północnej występują głównie osobniki heksaploidalne (2n=54), poza tym także triploidalne (2n=27) i tetraploidalne (2n=36). W Europie stwierdzono dotychczas tylko rośliny diploidalne (2n=18).

## Ekologia
SiedliskoZarówno w obszarze pierwotnego zasięgu, jak i na terenach, gdzie jest gatunkiem inwazyjnym występuje na porzuconych pastwiskach i polach, na przydrożach i innych terenach przekształconych przez człowieka, w pobliżu terenów zabudowanych, poza tym na obrzeżach lasów oraz w zbiorowiskach bylin na brzegach rzek. W fitosocjologii gatunek charakterystyczny dla zespołu Ass. Rudbeckio-Solidaginetium.
Oddziaływania międzygatunkoweNawłoć kanadyjska jest silnie rosnącą i bardzo konkurencyjną wysoką byliną, tworzącą ubogie gatunkowo i bardzo trwałe zbiorowiska roślinne. Ograniczenie różnorodności i liczebności gatunków rodzimych wynika z dominacji nawłoci, która rozrastając się klonalnie osiąga dużą gęstość pędów (ponad 300 na 1 m²), poza tym także z oddziaływania allelopatycznego. W efekcie inwazji nawłoci spada także różnorodność gatunkowa owadów i następuje homogenizacja krajobrazu, bowiem zbiorowisko tego gatunku pokrywać może rozległe obszary.
Presja roślinożerców w Europie jest niewielka – pędy nadziemne rzadko są zgryzane przez ślimaki i owady.

## Zastosowanie
Roślina ozdobnaJest uprawiana jako roślina ozdobna.
Roślina jadalnaZ kwiatów można zaparzać herbatę, smażyć w cieście naleśnikowym lub robić słodki syrop.

## Zwalczanie
Nawłoć kanadyjska wymieniana jest na europejskich listach gatunków inwazyjnych stanowiących istotne zagrożenie dla środowiska naturalnego. Wymieniana jest na tzw. czarnych listach gatunków inwazyjnych szeregu krajów europejskich. W niektórych państwach (np. w Norwegii) wprowadzane są ograniczenia w uprawie i obrocie handlowym tym gatunkiem.
Skutecznym sposobem zwalczania tego gatunku jest dwukrotne w ciągu roku koszenie (w maju i sierpniu) przez kilka kolejnych lat. Eliminację tego gatunku przyśpiesza podsiewanie mieszanki traw i ziół na stanowiskach.